# Серньяно
Серньяно (итал. Sergnano) — коммуна в Италии, располагается в регионе Ломбардия, подчиняется административному центру Кремона.
Население составляет 3049 человек, плотность населения составляет 254 чел./км². Занимает площадь 12 км². Почтовый индекс — 26010. Телефонный код — 0373.
Покровителем коммуны почитается святитель Мартин Турский, празднование 11 ноября.